# Lista de presidentes da Câmara Municipal de Feira de Santana
Esta é a Lista de presidentes da Câmara Municipal de Feira de Santana, cidade localizada no estado da Bahia, na Região Metropolitana de Feira de Santana.
| N.º | Vereador                                | Imagem | Partido | Início do mandato          | Fim do mandato            | Prefeito                        | Notas |
| --- | --------------------------------------- | ------ | ------- | -------------------------- | ------------------------- | ------------------------------- | ----- |
| 1°  | Edelvito Campelo de Araújo              |        |         | 1948                       | 1950                      | Agnaldo Soares Boaventura (PSD) |       |
| 2°  | Hamilton Saback Cohim                   |        |         | 1951                       | 1953                      | Almachio Alves Boaventura (PSD) |       |
| 3°  | Francisco Barbosa Caribé                |        |         | 1954                       | 1955                      | Almachio Alves Boaventura (PSD) |       |
| 4°  | Augusto Mathias da Silva                |        |         | 1955                       | 1956                      | João Marinho Falcão (UDN)       |       |
| 5°  | Osvaldo Monteiro Pirajá                 |        |         | 1956                       | 1957                      | João Marinho Falcão (UDN)       |       |
| 6°  | Jorge Watt da Silva                     |        |         | 1957                       | 1958                      | João Marinho Falcão (UDN)       |       |
| 7°  | João Durval Carneiro                    |        | PSD     | 1959                       | 1961                      | Arnold Silva (UDN)              |       |
| 8°  | José Sisnando Lima                      |        |         | 1962                       | 1963                      | Arnold Silva (UDN)              |       |
| 9°  | Joselito Falcão de Amorim               |        | UDN     | 1963                       | 1964                      | Francisco Pinto (PSD)           |       |
| 10° | Altamir Alves Lopes                     |        |         | 1964                       | 1965                      | Joselito Falcão de Amorim (UDN) |       |
| 11° | Paulo de Almeida Cordeiro               |        |         | 1965                       | 1966                      | Joselito Falcão de Amorim (UDN) |       |
| 12° | Manoel da Costa Falcão                  |        |         | 1967                       | 1968                      | João Durval Carneiro (ARENA)    |       |
| 13° | José Ferreira Pinto                     |        |         | 1969                       | 1970                      | João Durval Carneiro (ARENA)    |       |
| 14° | Jorge Ferreira Mascarenhas              |        |         | 1971                       | 1972                      | Milton Falcão (ARENA)           |       |
| 15° | Antônio Carlos Daltro Coelho            |        |         | 1973                       | 1974                      | José Falcão (MDB)               |       |
| 16° | Otaviano Ferreira Campos                |        |         | 1975                       | 1976                      | José Falcão (MDB)               |       |
| 17° | Rubens Carvalho                         |        |         | 1977                       | 1978                      | Colbert Martins da Silva (MDB)  |       |
| 18° | Antônio Carlos Daltro Coelho            |        |         | 1979                       | 1980                      | Colbert Martins da Silva (MDB)  |       |
| 19° | Renato Ribeiro de Sá Bittencourt Câmara |        |         | 1981                       | 1982                      | Colbert Martins da Silva (MDB)  |       |
| 20° | Dival Figueiredo Machado                |        |         | 1983                       | 1984                      | José Falcão (PDS)               |       |
| 21° | Albérico Moraes Ferreira                |        |         | 1985                       | 1986                      | José Falcão (PDS)               |       |
| 22° | Aloísio José de Lima                    |        |         | 1987                       | 1988                      | José Falcão (PDS)               |       |
| 23° | Otaviano Ferreira Campos                |        |         | 1989                       | 1990                      | Colbert Martins da Silva (PMDB) |       |
| 24° | Oyama Figueiredo                        |        |         | 1991                       | 1992                      | Colbert Martins da Silva (PMDB) |       |
| 24° | Oyama Figueiredo                        | 1993   | 1994    | João Durval Carneiro (PMN) |                           |                                 |       |
| 25° | José Flantildes Ribeiro de Oliveira     |        |         | 1995                       | 1996                      | José Raimundo de Azevedo (PMN)  |       |
| 26° | Everton Pereira de Cerqueira            |        |         | 1997                       | 1998                      | José Falcão (PPB)               |       |
| 26° | Everton Pereira de Cerqueira            |        | 1999    | 2000                       | Claiton Mascarenhas (PSC) |                                 |       |
| 27° | Antônio Carlos Daltro Coelho            |        |         | 2001                       | 2002                      | José Ronaldo (PFL)              |       |
| 27° | Antônio Carlos Daltro Coelho            | 2003   | 2004    |                            |                           | José Ronaldo (PFL)              |       |
| 28° | Antônio Alcione da Silva Cedraz         |        | PFL     | 2005                       | 2006                      | José Ronaldo (PFL)              |       |
| 29° | Antônio Carlos Passos Ataíde            |        | PFL     | 2007                       | 2008                      | José Ronaldo (PFL)              |       |
| 29° | Antônio Carlos Passos Ataíde            | DEM    | 2009    | 2010                       | Tarcízio Pimenta (DEM)    |                                 |       |
| 30° | Antônio Francisco Neto                  |        | DEM     | 2011                       | Tarcízio Pimenta (DEM)    | 2012                            |       |
| 31° | Justiniano Oliveira França              |        | DEM     | 2013                       | 2014                      | José Ronaldo DEM                |       |
| 32° | Ronny Miranda                           |        | PSDB    | 2015                       | 2017                      | José Ronaldo DEM                | [ 3 ] |
| 33° | José Carneiro Rocha                     |        | PSDB    | 2017                       | 2019                      | José Ronaldo DEM                | [ 4 ] |
| 34° | Fernando Torres                         |        | PSD     | 2021                       | 2022                      | Colbert Martins Filho (MDB)     | [ 5 ] |
| 35° | Eremita Mota de Araújo                  |        | PSDB    | 2023                       | 2024                      | Colbert Martins Filho (MDB)     | [ 6 ] |
| 36° | Marcos Lima                             |        | UNIÃO   | 2025                       | atualidade                | José Ronaldo (UNIÃO)            | [ 7 ] |